# Broddarps kyrka
Broddarps kyrka är en kyrkobyggnad i östra delen av Herrljunga kommun. Den tillhör sedan 2021 Herrljungabygdens församling (tidigare Broddarps församling) i Skara stift.

## Historia
Tidigare fanns på platsen en 1200-talskyrka, som var i tämligen gott skick, men som i slutet av 1800-talet hade blivít för liten. Man hade länge diskuterat en tillbyggnad av den gamla, men stannade till sist för ett nybygge på samma plats. Markförhållandena visade sig emellertid vara besvärliga, så den nya kyrkan vilar delvis på fundamenten av den gamla och har liknande proportioner.

## Kyrkobyggnaden
Broddarps kyrka uppfördes 1897-1898 efter ritningar av Carl Möller, där den äldre kyrkans karaktär på ett byggnadshistoriskt och samhällshistoriskt värdefullt sätt bevarats fastän den föregående medeltida kyrkans murar rivits. Kyrkan invigdes 1899.
Kyrkans exteriör är av nyromansk prägel. Åt väster har kyrkan ett stramt torn i gotisk stil, med rundat trapphus och port; åt öster ett tresidigt avslutat kor med en sakristia åt söder. I sakristians östra vägg finns på utsidan en gravhäll från det tidiga 1600-talet inmurad. Kyrkan är uppförd i sten med fasad av kvaderhuggen rå granit. Långhuset har sadeltak med rött enkupigt tegel (ursprungligen spåntak). Tornet i väster har tak i falsad plåt och kröns av en spira. Romanska rundbågade fönster med gråmålade bågar. 
På kyrkogården finns en gravsten över tre kvinnor som dog i barnsäng 1897.

## Inventarier

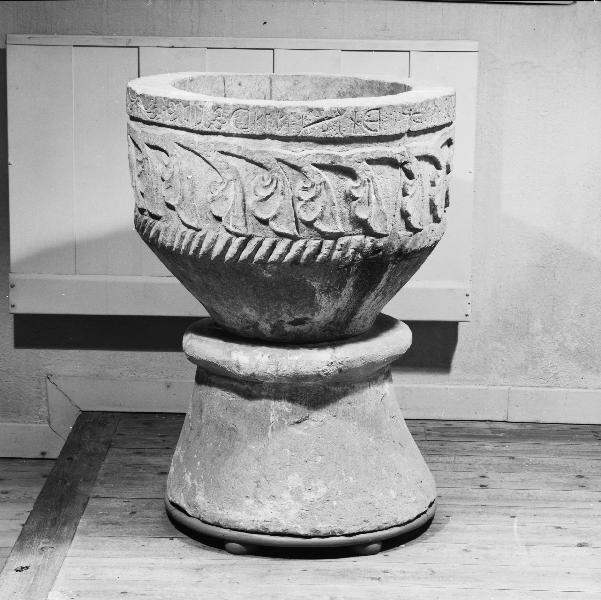
Dopfunten.

- Dopfunten av sandsten, tillverkad under 1200-talet i två delar, härstammande från den föregående medeltida kyrkan. Höjd: 80 cm. Cuppan är cylindrisk med skrånande undersida. Upptill finns ett utsparat band med märkliga figurer, runor och fantasibokstäver. Nedtill på livet finns en kraftig repstav. Mellan dessa en växtbård med palmetter. Foten är en stympad kon som upptill avslutas med en vulst. Centralt uttömningshål saknas. Relativt välbevarad.[1]
- Altartavlan är från 1600-talets senare hälft och restaurerad 1937 av Alfred Svensson. Motivet är Golgatadramet.
- Predikstolen är i nyklassicistisk stil.
- Till dopfunten finns en dopskål av tenn och en av nysilver.

### Klockor
- De båda klockorna i kyrktornet hängde tidigare i en klockstapel på kyrkogården, då den medeltida kyrkan saknade torn. Klockstapeln, som sedan revs, var från 1600- eller 1700-talet.
- Lillklockan är gjuten 1837
- Storklockan har ätterna Kafles och Vinges vapensköldar på naivt utförda inristningar, vilket tyder på en tillkomst runt sekelskiftet 1500.

### Orgel
Orgeln på läktaren i väster är tillverkad 1912 av Levin Johansson, Liared, och den stumma fasaden är ritad av Axel Lindegren. Den utökades 1950 av samma firma. Det mekaniska instrumentet har sex stämmor fördelade på manual och pedal.  Orgeln har en pneumatisk väderlåda. 
| Manual        | Pedal   | Koppel     |
| Principal 8'  | Bihängd | Man/Ped    |
| Rörflöjt 8'   |         | Man 4'/Man |
| Salicional 8' |         |            |
| Oktava 4'     |         |            |
| Kvinta 2 2/3' |         |            |
| Blockflöjt 2' |         |            |